# Zbigniew Beta
Zbigniew Beta (ur. 2 lipca 1953 w Warszawie) – polski lekkoatleta, który specjalizował się w skoku w dal.
Brązowy medalista halowych mistrzostw Europy (1975) z wynikiem 7,82. Mistrz Polski z 1973 roku oraz halowy mistrz kraju z 1975 roku. Trzykrotny reprezentant Polski w meczach międzypaństwowych: w 1972 przeciwko Bułgarii oraz w 1973 przeciwko Francji oraz przeciwko Bułgarii. Zawodnik klubu AZS Warszawa. Rekord życiowy: na stadionie – 7,77 (26 maja 1974, Warszawa); w hali – 7,82 (9 marca 1975, Katowice).